# Kastanjeboomstraat
De Kastanjeboomstraat is een straat in Brugge.

## Beschrijving
De straat stond in de loop van de eeuwen onder verschillende benamingen bekend.
De oudste terug te vinden naam is tkercstraetkin van onze vrouwe, omdat ze in de nabijheid lag van de Onze-Lieve-Vrouwekerk. Men noemde het ook soms Groeninge, als zijstraat van de straat die Groeninge heet.
In 1361 kwamen zusters augustinessen zich vestigen in de Nieuwe Gentweg op een groot stuk grond dat zich uitstrekte tot aan het straatje voornoemd. Het klooster heette Bethel, naar de plek in het Heilig Land waar de aartsvader Jacob het visioen met de hemelladder had gehad.
Een tekst uit 1481 die Karel De Flou citeert, geeft de indruk dat in de tuin van de zusters een kastanjeboom stond: den ghemeenen convente van den godshuuse gheheeten Kerstaigneboom, in den Nieuwen Gentwech. In de 15de eeuw had men het over Zusterstraat of Zusterstraat bij Groeninge. Na de verdwijning van het klooster had men het in het begin van de 19de eeuw over Klein Groeninge.
Maar die kastanjeboom had indruk gemaakt en de zusters werden in de volksmond de zusters van de kastanjeboom genoemd, terwijl de achterliggende straat vanaf de 15de eeuw al Kastanjeboomstraat werd geheten. Die naam verdrong de andere straatnamen, en in 1844 werd de volksbenaming door het stadsbestuur bevestigd.
De straat loopt van de Katelijnestraat naar Groeninge.

## Bekende bewoner
- José Lowie